# Scientix
Scientix és una plataforma comunitària oberta per a l'ensenyament de les ciències a Europa que té com a objectius distribuir i milorar la qualitat de la ciència alhora que fer-la més accessible a la societat. Va ser creada el 2010 per la xarxa de ministeris d'Educació dels estats membres i està recolzada pel programa Horitzó 2020 de la Comissió Europea de la Unió Europea i coordinat per l'European Schoolnet.
Les seves accions s'emmarquen en la promoció de programes europeus per donar a conèixer professions de l'àmbit científic i tecnològics, la recopilació i realització de tallers i activitats de formació a divulgadors, la prospecció de professionals necessaris per a dur a terme tasques de recerca i innovació a la Unió Europea. Disposa d'una plataforma de continguts educatius amb serveis com ara la traducció de material pedagògic a les llengües oficials de la UE i manté una representació nacional en prop de 30 països.